# عباس‌آباد (ارزویه)
عباس‌آباد یک منطقهٔ مسکونی در ایران است که در دهستان دهسرد واقع شده‌است. براساس سرشماری مرکز آمار ایران در سال ۱۳۹۵، این روستا کمتر از سه خانوار جمعیت داشته‌است.